# Löwenzahn (Taraxacum)
Löwenzahn (Taraxacum) ist eine Pflanzengattung innerhalb der Familie der Korbblütler (Asteraceae). Ihre bekannteste Art ist der auch in Mitteleuropa sehr häufig vorkommende Gewöhnliche Löwenzahn, die „Pusteblume“, „Butter-“ oder „Kuhblume“. Die Gattung Taraxacum ist nicht zu verwechseln mit der in deutscher Sprache meist gleich benannten und sehr ähnlichen Gattung Leontodon innerhalb derselben Familie.

## Verbreitung
Löwenzahn-Pflanzen sind weltweit von den Tropen bis zu den Polargebieten verbreitet. Ihre größte Vielfalt erreichen sie in kühleren Bereichen der gemäßigten Zonen.

## Beschreibung
Die Vertreter der Gattung sind mehrjährige, krautige Pflanzen, die Wuchshöhen von (selten) 5 bis meist 30 bis 40 (selten während des Fruchtens bis zu 60) cm erreichen. Sie enthalten in allen Pflanzenteilen einen weißen Milchsaft. Die Pfahlwurzeln gehen in kurze, stark gestauchte Sprossachsen über, auf der die Laubblätter dicht in grundständigen Rosetten stehen. Die Laubblätter sind eiförmig bis lanzettlich und gering bis stark gelappt, eingeschnitten und gezähnt.
Viele der Merkmale sind plastisch und können sehr unterschiedlich ausfallen. So variiert schon die Blattform einer einzigen Pflanze sehr stark je nach Niederschlagsmenge, Sonnenstrahlung und der Jahreszeit, in der das Blatt gebildet wird.
Den Blattachseln entspringen hohle Blütenstandstiele, die am oberen Ende jeweils einen einzelnen, körbchenförmigen Blütenstand (Scheinblüte) über dicht schraubig stehenden Hochblättern tragen. Die Blütenkörbe weisen einen Durchmesser von 8 bis 40 mm auf. 2 (oder selten 3) Wirtel mit insgesamt 7 bis 25 Hüllblättern umhüllen anfangs die Knospe, öffnen und schließen sich dann mit dem Blütenstand. Der Blütenstandboden ist flach, tellerförmig. Ein Blütenstand enthält meist 20 bis 150 (in seltenen Fällen auch nur 15) Zungenblüten. Die Farbe der Zungenblüten reicht je nach Art von gelblich weiß bis gelborange, manchmal grünlich, außen oft mit purpurfarbenen bis grauen Streifen. Die Staubbeutel sind gelb bis cremegelb, manchmal dunkler. Die Griffel sind gelb oder grünlich, manchmal gräulich bis schwärzlich.
Die vier- bis zwölf- (teils bis 15-)rippigen Achänen sind stroh- bis olivfarben, braun, rot, hell bis dunkel grau. Ihr Pappus besitzt einen Kranz aus 50 bis über 105 weißen über cremefarbenen bis gelben, fedrigen Borstenhaaren. Mit den haarigen Flugschirmen werden die Achänen durch den Wind verbreitet (Schirmflieger).

## Nutzung

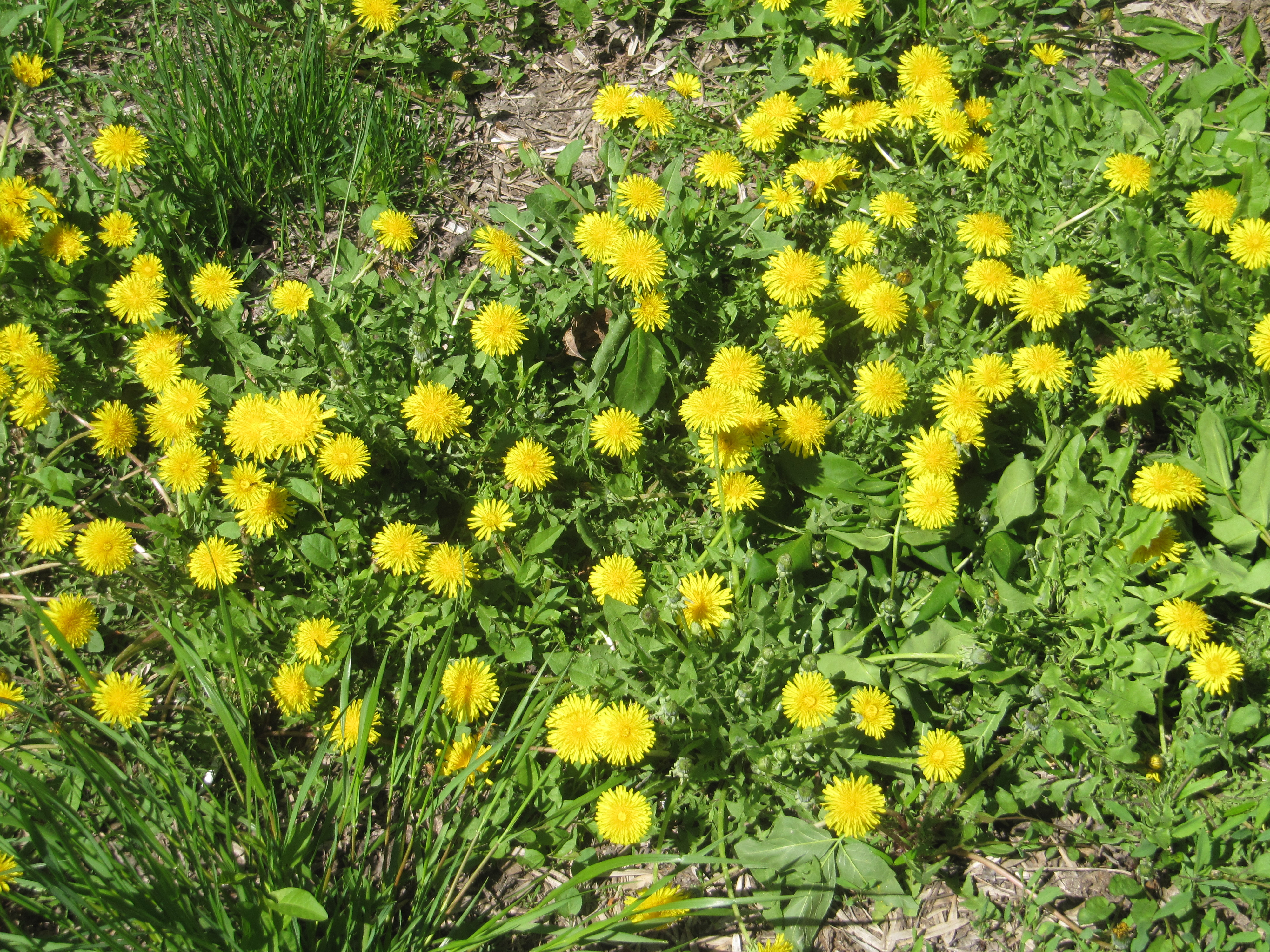
Da Löwenzahn keine hohen Ansprüche stellt, gedeiht die Pflanze an vielen unterschiedlichen Standorten

### Löwenzahn als Heilpflanze

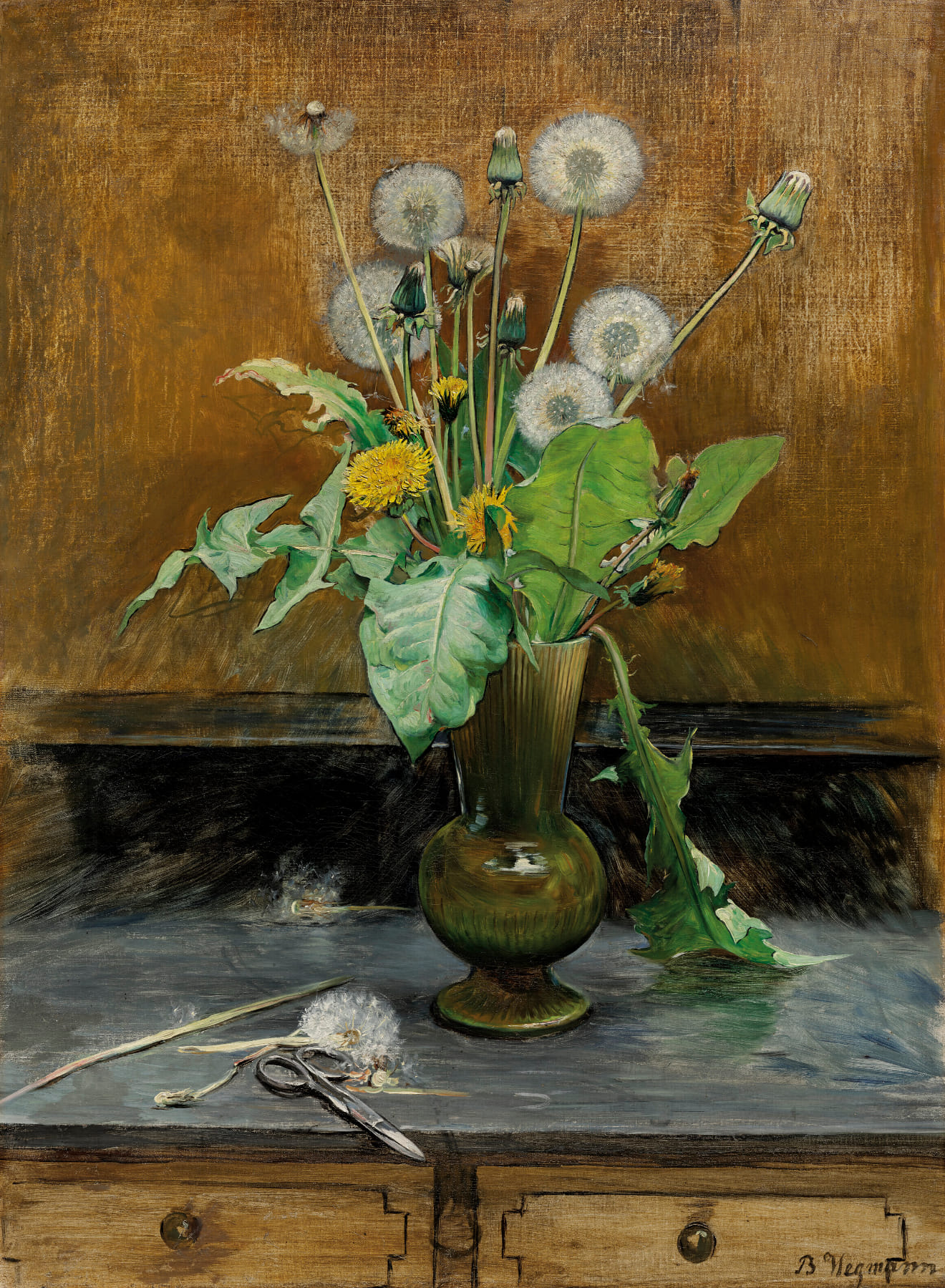
Künstlerische Darstellung von Bertha Wegmann

In der Phytotherapie gilt der Löwenzahn als altbewährtes Hausmittel. Löwenzahntee oder -saft wirkt anregend auf die Nieren- und Leberaktivität und reduziert die Neubildung von Gallensteinen. In der Volksmedizin werden Kuren mit Löwenzahntee außerdem bei rheumatischen Erkrankungen und Gicht empfohlen. Weitere Einsatzbereiche sind die Behandlung von Hautproblemen und die Stärkung des Bindegewebes.
In der Homöopathie werden Globuli aus dem Extrakt von Taraxacum officinale angeboten, wo sie insbesondere bei Erkrankungen des Magen-Darm-Traktes sowie des Leber-Galle-Systems eingesetzt werden. Die Homöopathie setzt Löwenzahnglobuli zur Anregung des Appetits, sowie zur unterstützenden Behandlung von Gastritis und Cholezystitis ein, oftmals in Ergänzung einer ärztlichen Behandlung.

### Löwenzahn als Kaffeeersatz
In Reformhäusern und Bioläden wird auch Kaffeeersatz aus Löwenzahnwurzeln angeboten, den die Hersteller als „koffeinfrei, glutenfrei, magenschonend und bekömmlich“ bewerben. Man kann diesen Löwenzahnkaffee mit etwas Aufwand auch selbst herstellen. Anleitungen, die online abrufbar sind, schildern die einzelnen Arbeitsschritte von der Ernte der Löwenzahnwurzeln über die Trocknung und das Mahlen bis zur Zubereitung des fertigen Produkts.

### Löwenzahn als Kautschukersatz
Aufgrund seines Milchsaftes werden bestimmte Arten des Löwenzahns als Alternative zum heute gebräuchlichen Naturkautschuk angebaut und verarbeitet. Für den Anbau von Kautschukbäumen wird oft Regenwald abgeholzt, so dass aus regional angebautem Löwenzahn gewonnenes Rohmaterial deutlich umweltfreundlicher und klimaschonender ist. In Deutschland sind bereits (Stand 2023) Fahrradreifen aus Löwenzahn-Kautschuk erhältlich, welches aus Russischem Löwenzahn gewonnen wird. Im Jahr 2021 waren die Entwickler von Reifen aus Löwenzahn-Kautschuk für den Deutschen Zukunftspreis nominiert. Das Forscherteam aus Münster arbeitet aktuell an der Entwicklung von Autoreifen und Reifen für LKWs und erwirtschaftet, verglichen mit den Tropen, ähnliche Erträge pro Hektar.

### Löwenzahn als Futterpflanze
In einigen Regionen wird Taraxacum als Bienenweide zur Gewinnung von Löwenzahnhonig geschätzt.
Die Geruchskomponenten des Honigs können durch gaschromatographische Verfahren in Kopplung mit Massenspektrometrie bestimmt werden.
Neben großen Nutztieren fressen auch Heimtiere, wie beispielsweise Meerschweinchen und Landschildkröten, gern Löwenzahn und vertragen ihn gut.

## Systematik

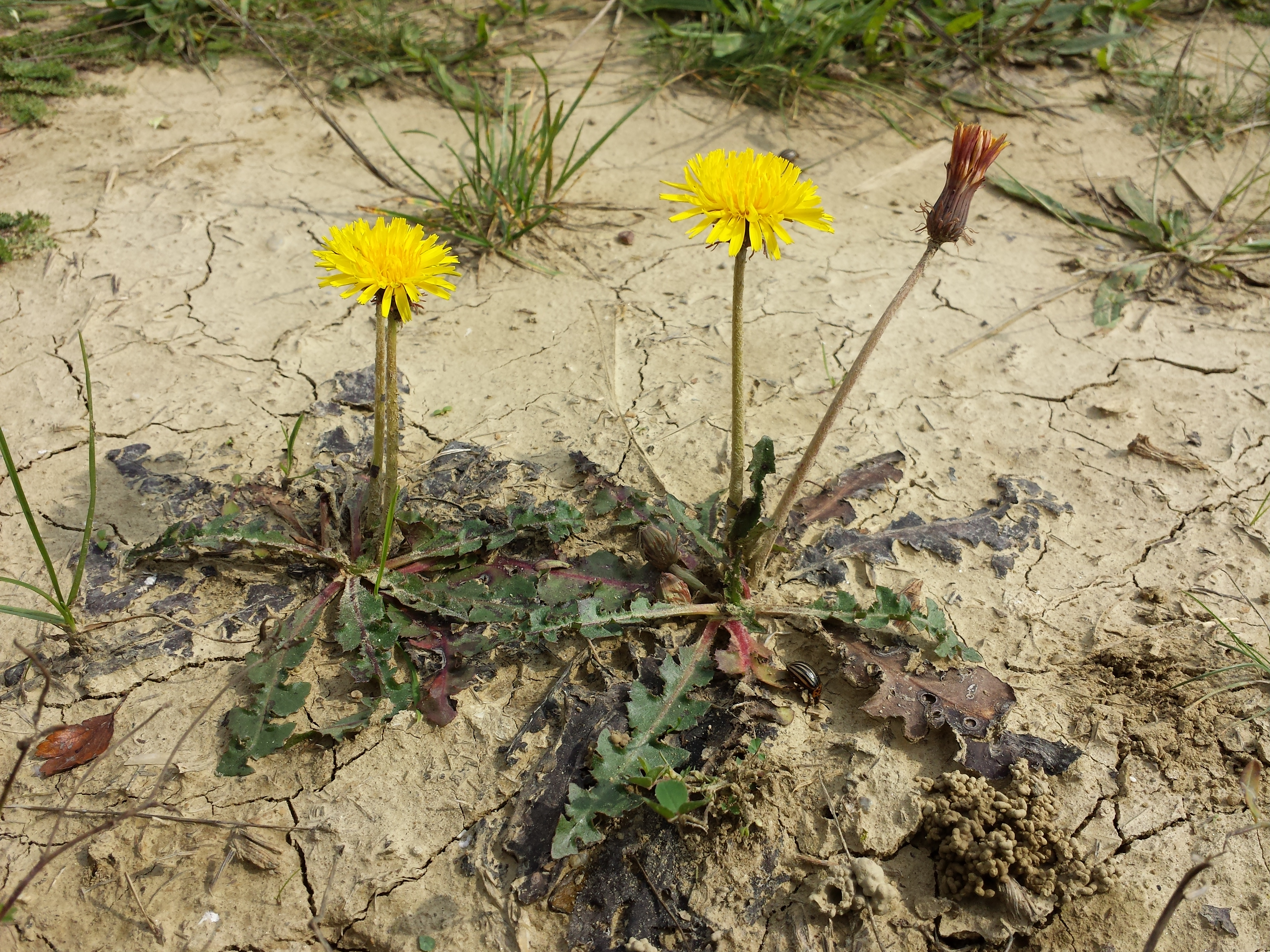
Der Löss-Löwenzahn (Taraxacum serotinum) gehört zu den wenigen Löwenzahn-Arten, welche sich sexuell fortpflanzen.

Nach Angaben des Catalogue of Life gibt es innerhalb der Familie der Asteraceae insgesamt 2.309 anerkannte Taraxacum-Arten.

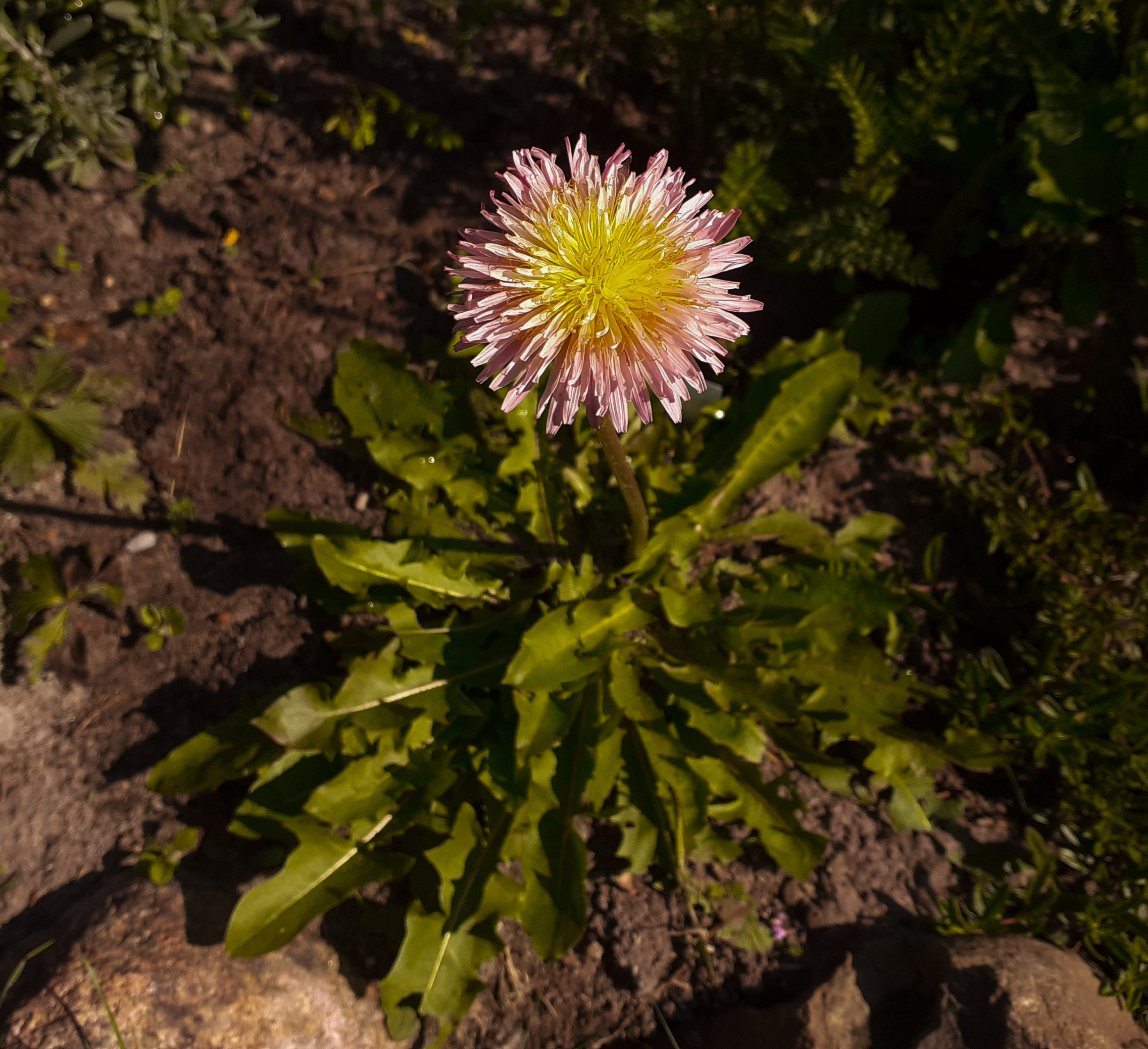
Der rosa Löwenzahn (Taraxacum pseudoroseum) ist eine Löwenzahn-Art, die im Tian Shan und im Pamir-Gebirge heimisch ist.

Nur relativ wenige Populationen lassen sich mit den herkömmlichen Konzepten einer Art erfassen. Diese Pflanzen sind meist diploid (2n = 16), manchmal auch polyploid, treten jedoch immer nur in einer Ploidiestufe auf und vermehren sich auf die übliche Weise sexuell.
In der überwiegenden Mehrheit der Populationen treten jedoch mehrere Ploidiestufen auf, die komplex miteinander interagieren und von denen eine apomiktisch ist, also ohne vorherige Befruchtung Samen produziert. Das Problem, diese Pflanzen in Arten aufzuteilen, ist beispielhaft am Gewöhnlichen Löwenzahn dargestellt. Aufgrund der Problematik wurden viele ehemalige Arten schon in Sammelarten gestellt, doch da sich auch diese wegen vieler Übergangspopulationen kaum voneinander trennen lassen, werden sie nun zu Sektionen zusammengefasst. So gibt es derzeit neben wenigen „gut klassifizierten“ Arten eine Vielzahl von Pflanzen, die sich nur durch ihre ungefähre systematische Stellung erfassen und benennen lassen.

### Sektionen und Arten (Auswahl)

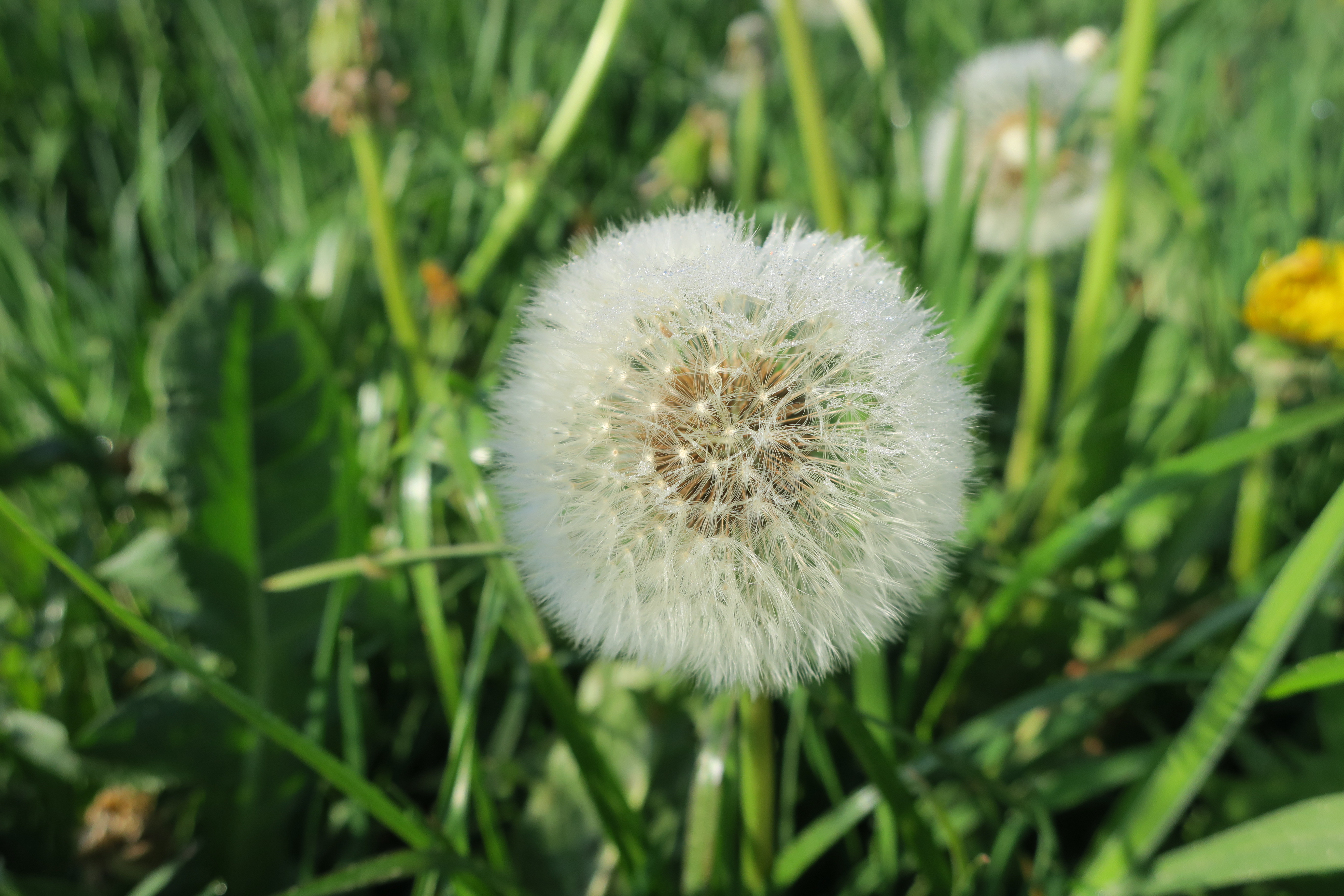
Reife Flugsamen auf einer verblühten Pflanze, auch „Pusteblume“ genannt

- Taraxacum sect. Australasica Kirschner, Scarlett & Štěpánek
- Taraxacum sect. Biennia R.Doll
- Taraxacum sect. Borea Sahlin ex A.J.Richards
- Taraxacum sect. Borysthenica Kirschner & Štěpánek
- Taraxacum sect. Celtica A.J.Richards: Moor-Löwenzahn; Taraxacum duplidentifrons, Taraxacum gelertii
- Taraxacum sect. Ceratophora (Hand.-Mazz.) A.P.Khokhr.
- Taraxacum sect. Confusa Kirschner & Štěpánek
- Taraxacum sect. Dioszegia (Heuff.) Heuff.(= Taraxacum sect. Serotina Soest ): Löss-Löwenzahn
- Taraxacum sect. Erythrosperma (H. Lindb.) Dahlst.: Schwielen-Löwenzahn; Taraxacum bellicum, Taraxacum brachyglossum,Taraxacum clemens, Taraxacum disseminatum, Taraxacum divulsum, Taraxacum lacistophylloides, Taraxacum lacistophyllum, Taraxacum magnolevigatum, Taraxacum multiglossum, Taraxacum parvilobum, Taraxacum proximum, Taraxacum rubicundum, Taraxacum scanicum, Taraxacum parnassicum, Taraxacum plumbeum, Taraxacum tanyolobum, Taraxacum tenuidentatum, Taraxacum tenuilobum, Taraxacum tortilobum
- Taraxacum sect. Hamata H.Øllg.: Haken-Löwenzahn; Taraxacum hamatiforme
- Taraxacum sect. Macrocornuta Soest: Hierher gehört der Russische Löwenzahn (Taraxacum kok-saghyz L.E. Rodin).[14]
- Taraxacum sect. Mongolica (Dahlst.) R.Doll: Taraxacum albidum
- Taraxacum sect. Palustria Dahlst.: Sumpf-Löwenzahn; Taraxacum palustre agg., Taraxacum anserinum, Taraxacum balticiforme, Taraxacum bavaricum, Taraxacum heleonastes, Taraxacum hollandicum, Taraxacum madidum, Taraxacum multilepis, Taraxacum turfosum
- Taraxacum sect. Rhodocarpa Soest: Rotfrüchtiger Löwenzahn; Taraxacum schroeterianum
- Taraxacum sect. Taraxacum (Syn.: Taraxacum sect. Ruderalia Kirschner, H.Øllg. & Štěpánek)[14]: Gewöhnlicher Löwenzahn, Hakenlappiger Löwenzahn, Strenger Löwenzahn; Taraxacum officinale agg., Taraxacum acervatulum, Taraxacum acrophorum, Taraxacum adiantifrons, Taraxacum aequilobum, Taraxacum aganophytum, Taraxacum alatum, Taraxacum amplum, Taraxacum ancistrolobum, Taraxacum baeckiiforme, Taraxacum borgvallii, Taraxacum brevisectoides, Taraxacum caloschistoides, Taraxacum canoviride, Taraxacum concinnum, Taraxacum demotes, Taraxacum ekmanii, Taraxacum exsertiforme, Taraxacum fasciatum, Taraxacum guttigestans, Taraxacum haematicum, Taraxacum hepaticum, Taraxacum lacinulatum, Taraxacum longisquameum, Taraxacum mimulum, Taraxacum oblongatum, Taraxacum oinopolepis, Taraxacum oxyrhinum, Taraxacum pallescentiforme, Taraxacum paradoxachrum, Taraxacum paucijugum, Taraxacum pectinatiforme, Taraxacum perfissum, Taraxacum plicatiangulatum, Taraxacum porrigens, Taraxacum procerum, Taraxacum pulchrifolium, Taraxacum quadrangulum, Taraxacum sahlinii, Taraxacum selenoides, Taraxacum severum, Taraxacum sphenolobum, Taraxacum subcanescens, Taraxacum subgentiliforme

### Verwechslungsmöglichkeiten
Die ebenfalls Löwenzahn genannten Arten aus der Gattung Leontodon sowie das Gewöhnliche Ferkelkraut sind sich sehr ähnlich. Die Blütenstandsstiele dieser Pflanzen sind jedoch nicht hohl und wesentlich dünner.
Im Gegensatz zur Gattung Taraxacum, bei denen die mit haarigen Flugschirmen ausgestatteten Achänen Schirmflieger sind, sind bei der Gattung Leontodon die Achänen nicht geschnäbelt, d. h. der Pappus sitzt nicht auf einem Stiel. Die gelblich-weißen bis hellbraunen Borstenhaare des Pappus sind mit kleinen Härchen besetzt (gefiedert); sie stehen in ein bis zwei Reihen. Die Borstenhaare des äußeren Kranzes können zu Borstenschuppen reduziert sein.